# Беллано
Беллано (итал. Bellano) — коммуна в Италии, располагается в области Ломбардия, подчиняется административному центру Лекко.
Население коммуны составляет 3332 человека, плотность населения составляет 303 чел./км². Занимает площадь 11 км². Почтовый индекс — 23822. Телефонный код — 0341.
Покровителями коммуны почитаются святые Назарий и Цельсий, празднование 28 июля.